# Muktāgācha
Muktāgācha är en ort i Bangladesh.   Den ligger i provinsen Dhaka, i den centrala delen av landet, 120 km norr om huvudstaden Dhaka. Muktāgācha ligger 22 meter över havet och antalet invånare är 24 684.
Terrängen runt Muktāgācha är mycket platt. Runt Muktāgācha är det mycket tätbefolkat, med 1 573 invånare per kvadratkilometer.. Närmaste större samhälle är Mymensingh, 15,1 km öster om Muktāgācha.
Trakten runt Muktāgācha består till största delen av jordbruksmark.